# 王樹声
王 樹声（おう じゅせい、ワン・シューション、1905年5月26日 - 1974年1月7日）は、中華人民共和国の軍人。中国人民解放軍の大将。本名は、王 宏信。

## 略歴
1926年、中国共産党に入党し、故郷の農民運動を指導した。1927年6月、麻城破寨崗において、農民自衛軍と上万農民を指揮して地主を攻撃し、3日間の激戦の末に3千人を斃した。続いて黄麻起義に参加し、工農革命軍鄂東軍隊長、分隊長を務める。その後、中国工農紅軍第4軍大隊党代表、支隊長、団長を歴任。1931年2月、第30団を率いて予南新集を攻撃し、坑道爆破法を用いて攻略に成功した。同年3月、第30団を指揮して双橋鎮の戦闘で主攻を担任し、国民党軍第34師を撃破し、師長の岳維峻を捕虜にした。同年11月、第4方面軍第11師師長に任命。黄安戦役中、3個団を指揮して敵の3個旅を撃破し、他部隊の黄安攻略を支援した。後に第73師師長に任命。
1932年10月、第4方面軍主力が平漢鉄道沿いに西に転移した時、王樹声は、敵の追撃を阻止し、大巴山を挺進して、両河口を占領し、第4方面軍の進路を打開した。1933年7月、第31軍軍長に任命。1934年、第4方面軍副総指揮となり、川陝蘇区の反「三路囲攻」を指揮した後、「收緊陣地、誘敵深入」の積極的防御の戦略方針の下、12個団を指揮して敵の進攻を阻止し、総指揮徐向前の反撃を助力した。10か月間の戦いで、8万人の敵軍を撃滅し、国民党軍の「六路囲攻」を挫折せしめた。1935年3月、嘉陵江戦役を指揮した後、長征に参加。1936年10月、中国共産党中央軍事委員会の命令により、第4方面軍の一部を黄河を渡河させた。1937年3月、西路軍の河西走廊での失敗後、小部隊を率いて祁連山で遊撃戦を展開したが、3か月後、部隊は消散し、単身で陝北に到達した。
日中戦争時、晋冀豫軍区副司令員、司令員代理、太行軍区副司令員、河南軍区司令員を歴任し、地方武装勢力の抗日遊撃戦を展開した。
国共内戦時、中原軍区副司令員、第1縦隊司令員兼政治委員を歴任した。1946年、中原突破を指揮し、左路軍を率いて武当山区に進入し、鄂西北遊撃根据地を開拓した。その後、鄂西北軍区司令員、鄂豫軍区司令員等を歴任。
中華人民共和国建国後、湖北軍区副司令員、司令員、中南軍区副司令員となり、国民党の残存勢力と土匪の掃討を指揮した。1954年、国防部副部長。1955年、人民解放軍総軍械部部長に任命。同年、大将の階級を授与される。1959年、軍事科学院副院長、1972年、軍事科学院第二政治委員。中共第8回 - 第10回中央委員に当選。1974年1月7日、北京で死去。

## 著書
- 「王樹声軍事文選」